# جيم بيترسن
جيم بيترسن (بالإنجليزية: Jim Petersen)‏ مواليد 22 فبراير 1962 في منيابولس، هو مدرب كرة سلة أمريكي ولاعب معتزل. بدأ مسيرته الاحترافية في سنة 1984. تم اختياره من قبل فريق هيوستن روكتس خلال الدرافت. يدرب فريق مينيسوتا لينكس في الاتحاد الوطني لكرة السلة النسائية. يبلغ طوله 6 قدم 10 بوصة (2.1 م). اعتزل اللعب في 1992. أحرز خلال مسيرته في الإن بي إيه 3397 نقطة بمعدل 6.9 نقاط في المباراة الواحدة.

## المسيرة الاحترافية
لعب مع هيوستن روكتس من سنة 1984 إلى 1988، ثم لعب مع سكرامنتو كينغز في موسم 1988–1989، ثم لعب مع غولدن ستايت ووريورز من سنة 1989 إلى 1992.

## روابط خارجية
- جيم بيترسن على موقع إن بي أي (الإنجليزية)
- جيم بيترسن على موقع سبورتس رفرنس (الإنجليزية)
- جيم بيترسن على موقع كلية كرة السلة في سبورتس رفرنس.كوم (الإنجليزية)
- جيم بيترسن على موقع ريلجم (الإنجليزية)
- جيم بيترسن على موقع بروبوليرز (الإنجليزية)